# Чемпионат Литвы по футболу 1999
А Лига 1999 (лит. A Lyga 1999) — 11-й сезон чемпионата Литвы по футболу со времени восстановления независимости Литвы в 1990 году. Он начался 5 июля и закончился 6 ноября 1999 года. Турнир проходил по системе «весна-осень».
«Жальгирис-2», «Кауно Егеряй» и «Мастис», занявший последнее место, снявшись после первого круга, покинули элитный дивизион. В турнире стартовали 10 клубов, которые сыграли в 2 круга по системе «каждый с каждым». «Локомотивас», выигравший переходные матчи, после трёх туров в А Лиге-1999 был переименован в «Ардену».
Чемпион получил право стартовать в первом квалификационном раунде Лиги чемпионов, а клуб, занявший второе место, — в первом отборочном раунде Кубка УЕФА. Команда, занявшая третье место, участвовала в Кубке Интертото с первого раунда.

## Турнирная таблица
| М  | Команда     | И  | В  | Н | П  | Мячи    | ±   | О  | Примечания                                        |
| -- | ----------- | -- | -- | - | -- | ------- | --- | -- | ------------------------------------------------- |
|    | Жальгирис К | 18 | 12 | 5 | 1  | 36 − 10 | +26 | 41 | 1-й квалификационный раунд Лиги чемпионов 2000/01 |
|    | Жальгирис В | 18 | 10 | 6 | 2  | 33 − 9  | +24 | 36 | Предварительный раунд Кубка УЕФА 2000/01          |
|    | Атлантас    | 18 | 9  | 6 | 3  | 34 − 24 | +10 | 33 | Первый раунд Кубка Интертото 2000                 |
| 4  | Кареда      | 18 | 9  | 3 | 6  | 31 − 18 | +13 | 30 |                                                   |
| 5  | Экранас     | 18 | 7  | 8 | 3  | 22 − 11 | +11 | 29 | Предварительный раунд Кубка УЕФА 2000/01          |
| 6  | Инкарас     | 18 | 8  | 5 | 5  | 25 − 18 | +7  | 29 |                                                   |
| 7  | Невежис     | 18 | 3  | 7 | 8  | 10 − 22 | −12 | 16 |                                                   |
| 8  | Банга       | 18 | 2  | 6 | 10 | 12 − 40 | −28 | 12 | Стыковые матчи                                    |
| 9  | Ардена      | 18 | 2  | 5 | 11 | 10 − 26 | −16 | 11 | Стыковые матчи                                    |
| 10 | Дайнава     | 18 | 1  | 3 | 14 | 9 − 44  | −35 | 6  |                                                   |

И — игры, В — выигрыши, Н — ничьи, П — проигрыши, Мячи — забитые и пропущенные голы, ± — разница голов, О — очки

## Переходные матчи
| Команда 1        | Итог | Команда 2 | 1-й матч | 2-й матч |
| ---------------- | ---- | --------- | -------- | -------- |
| Таурас           | 1:8  | Банга     | 0:3      | 1:5      |
| Гележинис вилкас | 1:1  | Ардена    | 1:1      | 0:0      |